# Karyes (Athos)

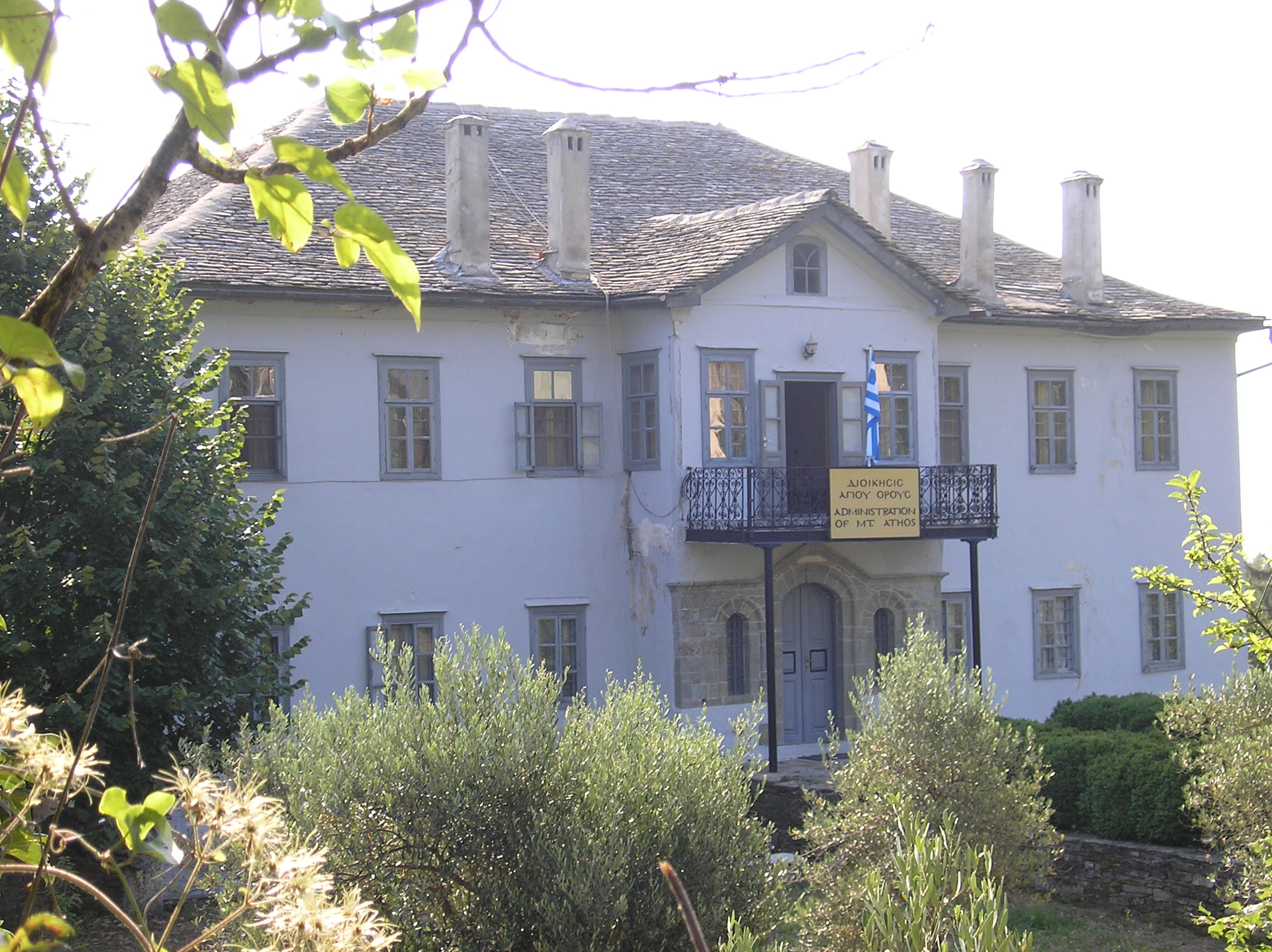
Het regeringsgebouw van Athos

Het dorp Karyes (Grieks: Καρυές) is het politieke en administratieve centrum van de Autonome Monastieke Staat van de Heilige Berg op het Griekse schiereiland Oros Athos. In het dorp bevinden zich een politiepost, een klein ziekenhuis en een postkantoor.
De kerk, genaamd Protaton stamt uit de tiende eeuw. Deze is opgedragen aan het dormition van de maagd Maria. De kerk heeft zeer bijzondere muurschilderingen en een icoon van de heilige Moeder Gods, genaamd Axion Estin.

Er zijn enkele winkels, een restaurant en een café.
Het dorp bevindt zich in het midden van het schiereiland Athos op een hoogte van 370 meter. Karyes heeft 211 (mannelijke) inwoners.
In Karyes verblijven 19 van de 20 vertegenwoordigers van de verschillende kloosterordes. De vertegenwoordiger van het klooster Koutloumousiou heeft geen verblijfplaats in het dorp aangezien dat klooster zich vlak bij het dorp bevindt. De 20 vertegenwoordigers, die elk jaar verkozen worden, vormen de Heilige Gemeenschap (Grieks: Ιερά Κοινότητα, Iera Kinotita), de langst zonder onderbreking functionerende volksvertegenwoordiging in de wereld. Het uitvoerend comité bestaat uit 4 monniken, de Heilige Administratie (Grieks: Ιερά Επιστασία, Iera Epistasia), waarvan het hoofd de Protos (Grieks: Πρώτος) is. De civiele autoriteiten worden vertegenwoordigd door een gouverneur, die is benoemd door het Griekse ministerie van Buitenlandse Zaken. Zijn belangrijkste taak is het toezicht op het functioneren van de Heilige Gemeenschap en de publieke orde. Wat betreft kerkelijke zaken valt de Heilige Berg Athos onder de jurisdictie van het Oecumenisch patriarchaat van Constantinopel.
- Library of Congress Control Number: n85260456
- Nationale Bibliotheek van Israël: 987007564883505171
- Virtual International Authority File: 146652758
- WorldCat: E39PBJf49vWDybXrCB4mtwdG73